# Byron Kurt Lichtenberg
Byron Kurt Lichtenberg (Stroudsburg, Pennsylvania, 1948. február 19. –) amerikai mérnök, űrhajós, alezredes.

## Életpálya
1969-ben a Brown Egyetemen repülőmérnöki oklevelet szerzett. 1975-ben doktorált gépgyártásból, 1979-ben orvosbiológiai doktori címet szerzett (MIT). 
Az US Air Force pilótája, repülőgépei az F–4, F–100, és az A–10 voltak. A Vietnámi háborúban 238 harci bevetésen vett részt.
1978-tól 1984-ig a Massachusetts Institute of Technology (MIT) munkatársaként a Spacelab–1, Spacelab D–1, Spacelab SLS–1 és Spacelab SLS–2 mikrógravitációs laboratórium kutatásvezetője. Kidolgozta a Nemzetközi Mikrogravitációs Laboratóriumban (IML–1) dolgozó űrhajósok szellemi terhelésének és teljesítményének munkaállomásonkénti mérését. Systems , Inc. vállalatán keresztül támogatást nyújtott az űrrepülőgépen, a Miren és a Nemzetközi Űrállomáson (ISS) végzendő MODE és MACE kísérletekhez.
1978. május 18-tól a Lyndon B. Johnson Űrközpontban részesült űrhajóskiképzésben. Két űrszolgálata alatt összesen 19 napot, 5 órát és 56 percet (462 óra) töltött a világűrben, 310 alkalommal kerülte meg a Földet. Űrhajós pályafutását 1992. április 2-án fejezte be.

## Űrrepülések
- STS–9, a Columbia űrrepülőgép 6. repülésének rakományfelelőse. Az első űrhajós, aki ezt a feladatot betöltötte. A Spacelab-1 mikrogravitációs laboratórium egyik speciális munkatársa. Összesen 73 kísérletet végeztek (légköri-, plazma fizikai-, csillagászati-, napfizikai-, anyagtudományi-, technológiai-, élettudományi-, a Föld vizsgálata). Első űrszolgálata alatt összesen 10 napot, 7 órát és 47 percet (248 óra) töltött a világűrben. 6 913 505 kilométert repült, 167 alkalommal kerülte meg a Földet.
- STS–45, az Atlantis űrrepülőgép 11. repülésének rakományfelelőse. Az ATLAS–1 kutató mikrogravitációs laboratóriumban 13 légköri- és csillagászati megfigyelést végzett. Második űrszolgálata alatt összesen 8 napot, 22 órát és 9 percet (214 óra) töltött a világűrben. 5 211 340 kilométert repült, 143 alkalommal kerülte meg a Földet.